# Maarten Tromp (remero)
Maarten Tromp (26 de julio de 1983) es un deportista neerlandés que compitió en remo. Ganó tres medallas en el Campeonato Mundial de Remo entre los años 2007 y 2009, en la prueba de ocho con timonel ligero.

## Palmarés internacional
| Campeonato Mundial | Campeonato Mundial   | Campeonato Mundial | Campeonato Mundial      |
| Año                | Lugar                | Medalla            | Prueba                  |
| ------------------ | -------------------- | ------------------ | ----------------------- |
| 2007               | Múnich (Alemania)    | Medalla de oro     | Ocho con timonel ligero |
| 2008               | Ottensheim (Austria) | Medalla de bronce  | Ocho con timonel ligero |
| 2009               | Poznań (Polonia)     | Medalla de bronce  | Ocho con timonel ligero |